# Dennstaedtia scandens
Dennstaedtia scandens là một loài thực vật có mạch trong họ Dennstaedtiaceae. Loài này được (Blume) T. Moore miêu tả khoa học đầu tiên năm 1861.